# École Aux quatre vents
Pour les articles homonymes, voir Quatre vents.
L'École Aux quatre vents est une école secondaire francophone située à Dalhousie, Nouveau-Brunswick (Canada). Elle dessert près de 250 étudiants de la 9e à la 12e année dans les régions de Dalhousie, Dundee, Balmoral, Eel River Crossing jusqu'à la région de Jacket River/Belledune.

## Milieu scolaire
L'école dessert une population dont les origines sont principalement francophones et acadiennes. Ainsi, comme la totalité des écoles francophones du Nouveau-Brunswick, elle intègre la culture et le patrimoine à ses enseignements. Il s'agit d'un établissement de type public et laïc.

## Historique
L'éducation secondaire en français dans la région de Dalhousie fut longtemps administré par des congrégations religieuses, notamment jusqu'aux années 1950. À cette époque, on ouvrit plusieurs écoles de la 9e à la 12e année sur le territoire, notamment à Dalhousie, Balmoral et Dundee. Cependant, lors de la réforme Robichaud dans les années 1960 qui modernisa et laicisa l'enseignement, ces écoles furent considérées comme désuètes, car elle n'offrait ni l'équipement ni l'espace pour accueillir le nombre croissant d'élèves. C'est alors que l'on construisit une école secondaire régionale, l'École Secondaire Régionale de Dalhousie, pour desservir toute la région, autant les anglophones que les francophones. Comme tout le personnel et les élèves étaient liées à une direction commune, cela engendra de nombreuses tensions culturelles.
L'école Aux quatre vents a vu le jour en 1976, où il fut décidé que les anglophones devaient être séparés des francophones afin d'éviter l'assimilation. On a donc divisé le bâtiment de l'école secondaire régionale de Dalhousie en deux, tant au niveau physique qu'administratif.
Cependant, cette organisation entraîna rapidement un problème de logistique. À titre d'exemple, même si les francophones ne croisaient pas les anglophones dans leurs cours, il était possible d'avoir des fréquentations à l'extérieur de la classe, comme dans les corridors, à titre d'exemple. Or, il était possible pour les deux parties de se croiser. Ainsi, durant les années 1980, c'est alors qu'on entreprit la construction d'une école à part pour les francophones. Gardant le nom actuel d'École Aux quatre vents, le nouveau bâtiment ouvrit ses portes en 1983.

## Enseignement et scolarité
L'école offre les cours normaux du secondaire (9e à 12e année) tel que prescrit par le Ministère de l'Éducation du Nouveau-Brunswick. Comme l'école est relativement de taille moyenne, tous les cours optionnels ne s'offrent pas. Ainsi, les élèves ont accès au réseau de cours en ligne qui œuvre dans l'entière province.
Hors les cours options provinciaux, l'école offre un cours d'art culinaire et de criminologie. Évidemment, ils sont enseignés par leurs créateurs.
Une option coop est également disponible. Elle permet entre autres à l'élève d'effectuer un stage dans la communauté.

## Vie étudiante
L'école Aux quatre vents possède une vie étudiante mouvementée, où plusieurs comités et activités divertissent les élèves. Au niveau sportif et culturel, c'est la mascotte, Chinook, un ours blanc arborant les couleurs de l'école, qui la représente.

### Activités scolaires
Comme dans la plupart des écoles de la province, c'est le conseil étudiant qui est chargé des activités scolaires, bien que les enseignants ont un rôle important à jouer en tant que superviseurs, mais aussi en tant qu'organisateurs et participants.
Voici quelques exemples d'activités :
- Match de hockey élèves VS enseignants;
- Soirées d'amateurs
- Danses
- Jeux géants
- Films
- Déjeuner animé
- Semaine du mieux-vivre : avec des sous-thèmes comme le rire, combattre l'intimidation, l'alimentation, etc.
- Car-Noël : Activités pour le temps des fêtes.
- Et bien d'autres…

Aussi, une ribambelle de comités se charge d'organiser les activités pour les finissants. À titre d'exemple, le bal, la messe, la remise des diplômes, les bagues, la nuit des finissants (finissants sans accidents), etc.

### Implication communautaire
Il existe à l'école un agent de développement communautaire. Son rôle est d'intégrer l'école dans la communauté en établissant des partenariats pour la réalisation des activités.
Dans le cours de Leadership, les élèves doivent faire 20 heures de bénévolat dans la communauté. Cela leur inculque l'esprit de communauté.

### Culture
La culture de l'école AQV est surtout définie par son appartenance à une communauté francophone et acadienne du Canada. Or, les enseignants ont tendance à décorer leurs classes avec des petits drapeaux acadiens et canadiens, ainsi qu'avec des affiches qui font la promotion d'aspects de cette culture. Par exemple, lors de la nomination de Wilfred LeBouthillier comme grand gagnant de Star Académie 2003, les enseignants de français avaient affiché de cet artiste, le seul Acadien parmi les participants.
Également, il existe une troupe de théâtre à l'école AQV. Cependant, elle a été pendant un moment mise en veille, étant donné le petit nombre d'élèves à l'école. Malgré tout, lorsqu'elle était fonctionnelle, cette troupe de théâtre, jadis surnommée "Les petits enfants de la misère", ont eu beaucoup de succès dans les concours de théâtre.
Il en va de même pour la troupe d'improvisation de l'école, qui elle aussi souffre souvent d'un manque de participants. Néanmoins, elle a su se démarquer par le passé en remportant plusieurs prix. En 1998 et en 2000, elle s'est taillé une place de choix en remportant le plus prestigieux prix d'improvisation au Nouveau-Brunswick, la Gougoune dorée. Certaines personnalités y sont passées, notamment Mireille Blanchard (La Revue acadienne).
Malgré tout, la culture est très bien représentée par les élèves eux-mêmes, notamment parce que l'école possède plusieurs musiciens et groupes musicaux amateurs, qui donnent des prestations de temps à autre, surtout lors des soirées d'amateurs.

### Sports
L'école Aux quatre vents réussit très bien dans les sports, notamment dans le hockey et le soccer. Or, les équipes de l'école sont identifiées par le nom de Cyclones. On peut les voir dans le hockey sur glace, dans le soccer, dans le volleyball.

## Faits divers
- L'école fut, pendant les Jeux du Canada 2003, le centre névralgique et administratif des officiels et des délégations.
- L'école AQV est située pratiquement au sommet du mont Dalhousie.
- Certains élèves de l'école Aux quatre vents ont produit, en 2006, un jeu vidéo à l'aide du logiciel RPG Maker 2003, où figurent les élèves et les enseignants de l'époque.